# Alchemilla borderei
Alchemilla borderei är en rosväxtart som beskrevs av Robert Buser, S. Fröhner. Alchemilla borderei ingår i släktet daggkåpor, och familjen rosväxter. Inga underarter finns listade i Catalogue of Life.